# Baita Manzu Xiang
Baita Manzu Xiang (kinesiska: 白塔满族乡, 白塔) är en socken i Kina. Den ligger i provinsen Liaoning, i den nordöstra delen av landet, omkring 260 kilometer sydväst om provinshuvudstaden Shenyang. Antalet invånare är 11173. Befolkningen består av 5 416 kvinnor och 5 757 män. Barn under 15 år utgör 15,0 %, vuxna 15-64 år 73 %, och äldre över 65 år 10,0 %.
Genomsnittlig årsnederbörd är 723 millimeter. Den regnigaste månaden är juli, med i genomsnitt 177 mm nederbörd, och den torraste är februari, med 4 mm nederbörd.